# 黄瓊
黄 瓊（こう けい、86年 - 164年）は、後漢の政治家、儒者。字は世英。荊州江夏郡安陸県雲夢の人。尚書令・魏郡太守の黄香の子。黄琬の祖父。娘は黄景華。

## 経歴
順帝の太傅となる桓焉に師事した。初め、父の官位によって太子舎人となったが、病を称して就かなかった。父が死去し、喪が終わると五府から招聘され、順帝の永建年間には皇帝の徴召を受けたがやはり応じなかった。これが不敬であるとの弾劾され、また李固の説得によってついに洛陽に至り、議郎に任じられた。
しばらくして尚書僕射に転任した。官房のことに習熟し、朝議で論争して対抗できる者はいなかった。当時災異が続いたため、漢初からの災異の記録を参照して政事を改めるよう上疏した。また、順帝の即位以来行われなかった籍田の礼を再開するようにも求めた。尚書令に昇進し、のちに魏郡太守を経て太常となった。
桓帝の和平年間には、禁中に入って皇帝に侍講し、元嘉元年（151年）には司空へ昇進した。桓帝は大将軍梁冀をより尊重しようとし、その儀礼を定めようと諮った。胡広ら高官が梁冀の勲功を称え、その制度褒賞は周公に比すべきだと論じた。しかし黄瓊は一人反対し、周代とは既に制度が異なるので、蕭何・霍光・鄧禹らと同じく増封に留めて爵位を上げるべきではないとした。朝廷はこれを採用したため、梁冀の恨みを買い、地震の災異を理由に免じられた。以後は九卿と三公を歴任したが、延熹元年（158年）に梁冀が誅殺されると、師傅の恩と梁氏に阿附しなかったことから太尉に任じられ、邟郷侯に封じられた。食邑は当初千戸だったが、固く辞退してその殆どを返上した。黄瓊は三公の首座に就くこととなり、州郡の素行貪汚な者十数人を死刑・徒刑に処した。しかし宦官の五侯が権力をほしいままにするようになると、これを正す事が出来なくなり、病を称して執務から遠のいた。延熹4年（161年）には免じられて官界から退き、延熹7年（164年）、病が篤くなると、宦官の専権を払拭するよう訴える諫言を上疏し、その年のうちに死去した。享年79。車騎将軍が追贈され、忠侯と諡された。